# Llei d'obsolescència de la literatura científica
La llei d'obsolescència de la literatura científica al·ludeix a la pèrdua d'actualitat de les obres publicades. Aquesta llei bibliométrica va ser desenvolupada per Derek J. de Solla Price el 1965. Price va notar que la literatura científica perd actualitat cada vegada més ràpidament. Estudiant per anys la distribució de les referències bibliogràfiques en diferents especialitats, va observar que cada 13,5 anys el nombre de publicacions es multiplica per 2, i que també cada 13 anys aproximadament la quantitat de cites que reben tals publicacions en canvi es divideix per 2.

## Història
De la mateixa manera que a l'estudiar la literatura científica s'observaba la tendència a créixer ràpidament, es feia palesa també la tendència a que moltes publicacions queien en desús (obsolescència). Per quantificar aquest envelliment, Burton i Kebler van idear el concepte de "vida mitjana" (half-life). El qual van definir com el temps durant el que és publicada la meitat de la literatura circulant dins d'una disciplina científica. La seva tècnica va ser analitzar les referències bibliogràfiques distribuïdes per anys de procedència i considerar les publicacions citades en un moment donat com a "literatura activa circulant". Llavors la "vida mitjana" va equivaler a la mediana de distribució de les referències per anys de procedència, Aplicant això al material empíric que havien reunit van observar diferències considerables de vida mitjana de les referències segons disciplines:
- Física: 4,6
- Enginyeria química: 4,8
- Fisiologia: 7,2
- Matemàtiques: 10,5
- Geologia: 11,8

Segons ells, les diferències es devien a l'existència de dos tipus de literatura científica: l'efímera i la clàssica; les que tenien un "pes" diferent en les diverses disciplines.
Price va continuar aquestes recerques a partir dels primers índexs de cites publicats per Garfield. Va concloure que, entre les referències bibliogràfiques, és possible distingir dues parts ben diferenciades:
- Un 50% es distribueix entre la totalitat de la literatura anterior.

- L'altre 50% es concentra en un nombre molt reduït de treballs previs. Aquestes obres són les produïdes pels grups dirigents d'una disciplina o un tema científic (col·legis invisibles). A aquest percentatge de referències que enllacen els articles científics d'un any amb els treballs del «col·legi invisible», Price ho va denominar front de recerca.

Una altra mesura de l'obsolescència de la informació científica és l'índex de Price, que es refereix a la proporció de la quantitat de referències de no més de cinc anys d'antiguitat pel que fa al total de referències.